# シティバンク銀行
シティバンク銀行株式会社（シティバンクぎんこう、英語: Citibank Japan Ltd.）は、かつて存在した、アメリカ合衆国のシティグループ傘下でシティバンク、エヌ・エイの日本法人として新たに設立され、2007年（平成19年）7月1日に開業（営業開始は、翌7月2日）した銀行である。2017年（平成29年）4月1日に再度設立したシティバンク、エヌ・エイ東京支店に銀行業務を移管した。譲渡後、法人はCJL合同会社に改組、2018年2月に清算終了し解散した。
2000年代に金融庁からの業務停止処分が相次いだこと、収益性を確保できなかったことから、個人金融部門を三井住友フィナンシャルグループに営業譲渡が行われ、SMBC信託銀行プレスティア営業本部として運営されていたが、現在は廃止された。
（本項目は日本国内に限ったリテール事業のみを説明。グループ全体に関する事業の説明・会社概要・沿革等はシティグループを参照のこと）

## 概要

### 在日支店から譲受
2007年3月27日付で受け皿会社となるシティバンク準備株式会社を設立、7月1日付でシティバンク在日支店から譲受されるよう、金融庁に認可を求める方針であることが、4月10日に発表になった。6月20日には、外国銀行として初めて金融庁から、銀行法に基づく日本国内の銀行としての免許が交付され、7月1日に商号を現在の「シティバンク銀行株式会社」とし開業した。
したがって、シティバンク銀行は、外国銀行ではなく、（新韓銀行の在日支店を譲受した）SBJ銀行や（かつては長期信用銀行であったが普通銀行に転換した）新生銀行と現状では同一の外資系邦銀である（ただし、上記の歴史的経緯から、新生銀行とシティバンク銀行・SBJ銀行は依然として区別されることが少なくない）。

### 国内個人業務から撤退へ
2014年8月、超低金利が続く国内では収益の確保が難しいと判断し、個人向け業務（リテールバンク事業）をメガバンク等に対し営業譲渡を打診していると伝えられ、1次入札を経て、同9月20日には売却先候補として三井住友銀行、新生銀行、三井住友信託銀行など4行に絞り込んだと報じられ、年内にも売却先が決定される見込みであることが明らかとされた。同12月25日には、優先交渉権を得た三井住友FG（三井住友銀行）がシティバンク銀行のリテールバンク部門を400億円程度で取得。2015年10月をめどに傘下のSMBC信託銀行と統合し業務を開始すると発表した。その後システムリスクを回避するため、当初予定を繰り延べし同11月1日に統合を実施するとあらためて発表されている。また統合に際して、三井住友銀行はシティバンク銀行の個人部門（リテールバンク事業）の約1600人の全社員を継続雇用するほか、幹部が引き続き経営を指揮すると報じられている。
予定通り11月1日にSMBC信託銀行プレスティア事業部門として業務を開始した。

### 在日支店への再移管
シティバンク銀行は、引き続き法人金融業務を行っていたが、再度設立したシティバンク、エヌ・エイ 東京支店へ銀行業務の全部を2017年4月1日付で移管した。法人業務に特化したことによる体制見直しの一環としている。

### 名称
邦銀は銀行法の規定により、商号中に「銀行」の文字を入れなければならない。各支店がシティバンク、エヌ・エイの在日支店であった時代には、この規定に準じるものとして、商号については外国法人ゆえに日本語の「銀行」の文字は入っていないものの、日本語で表記される看板については「シティバンク銀行」と表記していた。なお「バンク」と「銀行」が重複していると言われることがあるが、シティバンクは「City Bank」ではなく「Citibank」の一語であるため、シティ銀行とはならない。

### 預金保護について
2008年以降シティグループは赤字が続き経営が悪化しているが、シティバンク、エヌ・エイ（外国法人）の在日支店時代とは異なり、シティバンク銀行は（シティバンクグループが全額出資する）日本の会社法にもとづく株式会社（日本国の法人）であり日本の銀行法に基づく銀行であるため、他の国内銀行と同じ範囲でシティバンク銀行が経営破綻時には預金の保護が図られるようになった。代わりにシティバンク銀行は預金保険機構に預金保険料を納付する義務をおっており、かつ銀行として自己資本比率による規制や大口融資規制など国内銀行と同じ規制を受けている。

### 支店
開業当初は、従前からのシティバンク在日支店の受け皿銀行としてスタートし、開業後に新たに拠点を増やす方向であると同時に、金融持株会社、シティグループ・ジャパン・ホールディングス株式会社（後の日興シティホールディングス）の子会社となる予定としてきた。しかし、金融庁からの行政処分やリテール部門の収益低迷などから、店舗の統合や店舗外ATMの縮小などが進められた。2015年11月1日、SMBC信託銀行へのリテールバンク事業譲渡に伴い、既存の32支店は同行に引き継がれた。

## 金融庁からの行政処分
資金洗浄を防止するための本人確認手続や監視体制に不備があったとして、2009年6月26日に金融庁がシティバンク銀行に対して、翌月15日から1か月間、個人金融部門の販売・勧誘業務を停止する行政処分を実施した。前身のシティバンク、エヌ・エイ在日支店も2004年に金融庁から同様の理由で行政処分を受けている（ただし、処分内容は異なり、このときは、丸の内支店等の認可取消いわゆる閉鎖による、プライベート・バンキング業務からの撤退であった）。
さらに、外貨預金・投資信託・仕組預金等リスク性商品の勧誘において、顧客が被る可能性のあるリスクについて説明がなされていない、「分配金が確実に受領できる」「長期的に保有すれば損をする可能性がほとんどない」などと不確実な事項を断定的に説明していた、目論見書を交付していなかった、などの法令違反が指摘され、金融庁は2011年12月16日、2012年1月10日から2月9日まで個人へのリスク性商品勧誘を停止する行政処分を実施した。2000年代に入り、3度も行政処分（業務停止処分）が科された。